# Sossega Leão
Sossega Leão foi uma série de televisão da Rede Tupi exibida em 1976. Era um spin-off de Senhoras e Senhores do ano anterior, 1975.  A série era transmitida semanalmente ás 21h e obteve um relativo sucesso, alcançando 18 pontos no IBOPE. 

## Enredo
A trama gira em torno de Leão (Felipe Carone), um homem bondoso e ingénuo que morre de ciúmes da esposa Clarinha (Jussara Freire) e chegava a sonhar com ela o traindo. Junto a eles também esta Concheta (Nair Bello), irmã de Leão e que trabalha em um Hotel Cinco Estrelas. 

## Elenco
- Felipe Carone
- Jussara Freire
- Nair Bello